# پیکربندی

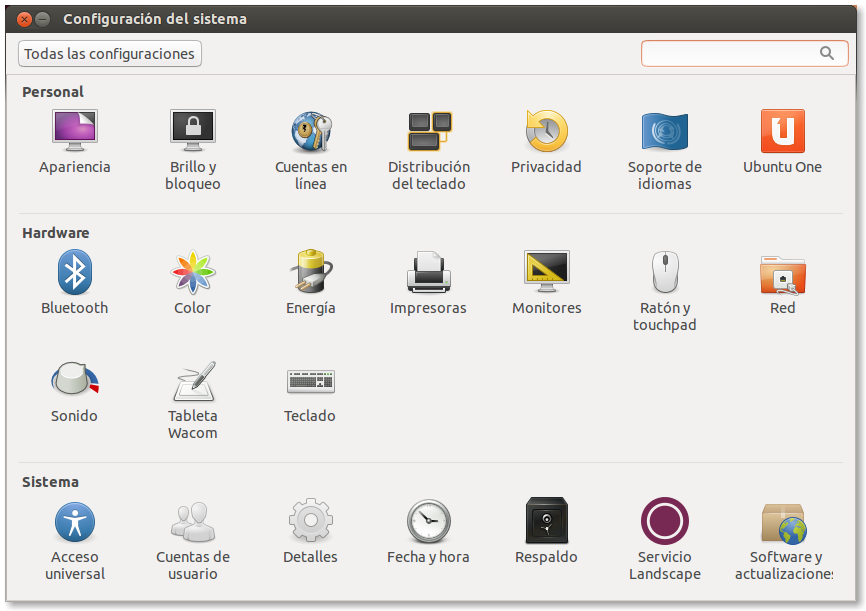

در علوم رایانه، پیکربندی به معنی تنظیم مجموعه‌ای از عملکردها به نحوی است که نرم‌افزار یا سخت‌افزار نصب شده روی رایانه را به عملکرد دلخواه وادارد.